# Gerardo di Abbeville
Gerardo di Abbeville (1220 – 1272) è stato un teologo francese dell'Università di Parigi.

## Biografia
Nel 1254 fu nominato reggente dell'Università di Parigi, incarico che conservò fino alla morte.
Arcidiacono di Ponthieu (nel 1256), poi canonico di Cambrai, nel 1257, dopo l'esilio del suo amico Guglielmo di Saint-Amour, divenne ufficialmente teologo e da allora assunse la guida dei maestri secolari e la fama di oppositore degli ordini mendicanti, in modo particolare nella seconda fase del conflitto per l'attribuzione delle cattedre di teologia, durante il quale prese parte ad un attacco concertato contro i loro privilegi.
Il suo Contra adversarium perfectionis christianae (del 1269), composto in supporto di Guglielmo di Saint-Amour, arguì che l'enfasi sulla povertà estrema contraddiceva la dottrina aristotelica del giusto mezzo e minava le fondamenta dell'opera pastorale. Questo scritto provocò la replica di san Tommaso d'Aquino e di san Bonaventura. Dal lato francescano, Bonaventure scrisse l'Apologia pauperum, e John Peckham il Tractatus pauperis. Dal lato domenicano, san Tommaso scrisse sullo stato di perfezione nel suo 'De Perfectione Vitae Spiritualis contra Doctrinam Retrahentium a Religione (1270).
Dal punto di vista della teologia trinitaria, Gerardo era più vicino alle posizioni dei francescani. Come san Tommaso, fu uno degli sviluppatori del quodlibet, genere letterario di discussione filosofica che sarebbe fiorito nel secolo seguente. Le sue polemiche utilizzarono una combinazione di quodlibet e di sermoni.
Gerardo fu uno dei maggiori benefattori della biblioteca della Sorbona cui lasciò circa 300 libri e manoscritti. La sua collezione era basata su quella di Richard de Fournival, collezione eminente a livello europeo in quell'epoca.